# Федімак
Федімак (рум. Fădimac) — село у повіті Тіміш в Румунії. Входить до складу комуни Балінц.
Село розташоване на відстані 366 км на північний захід від Бухареста, 50 км на схід від Тімішоари.

## Населення
За даними перепису населення 2002 року у селі проживали 266 осіб.
Національний склад населення села:
| Національність | Кількість осіб | Відсоток |
| -------------- | -------------- | -------- |
| румуни         | 260            | 97,7%    |
| угорці         | 6              | 2,3%     |

Рідною мовою назвали:
| Мова      | Кількість осіб | Відсоток |
| --------- | -------------- | -------- |
| румунська | 260            | 97,7%    |
| угорська  | 6              | 2,3%     |